# Riedlingen
Riedlingen este un oraș din landul Baden-Württemberg, Germania.